# 中山七里 (橋幸夫のアルバム)
『中山七里』は、1989年7月に発売された橋幸夫のオリジナルアルバムで、LP形式（SJX-20173)とカセットテープ形式（VCH-1671）の２形式で発売された。

## 概要
- 橋には、1962年5月に月にリリースしたシングルに「中山七里」があるが、本アルバムは、橋幸夫のデビュー20周年を記念した企画アルバム[1]となっている。
- 記念アルバムらしくA面に股旅演歌のヒット６曲を、B面には青春歌謡を中心の６曲を収録する構成となっている。
- 収録曲は、いずれもシングルとは異なるアレンジで、全曲新録音している。また、股旅演歌、青春歌謡両者とも、シングルのB面から計6曲採られているのが特徴となっている。
- 「北の酒場」は、77枚目のシングル「哀愁の果てに」（SV-372、1966年3月発売[2]）の名称、ならびに詩を変えて吹き込まれたものである。
- アルバムジャケットの切り絵は橋本治、ジャケット題字は木下春雪の作品である。

## 収録曲
A面
1. 中山七里
作詞：佐伯孝夫、作曲：吉田正、編曲：伊藤雪彦
2. 磯ぶし源太
作詞：佐伯孝夫、作曲：吉田正、編曲：伊藤雪彦
3. 佐久の鯉太郎
作詞：佐伯孝夫、作曲：吉田正、編曲：馬飼野俊一
4. 伊太郎旅歌
作詞：佐伯孝夫、作曲：吉田正、編曲：伊藤雪彦
5. 殺陣師一代
作詞：佐伯孝夫、作曲：吉田正、編曲：伊藤雪彦
6. 星の三度笠
作詞：佐伯孝夫、作曲：吉田正、編曲：竜崎孝路

B面
1. 慕情のワルツ
作詞：佐伯孝夫、作曲：吉田正、編曲：竜崎孝路
2. 君恋い波止場
作詞：佐伯孝夫、作曲：吉田正、編曲：馬飼野俊一
3. 北の酒場
作詞：佐伯孝夫、作曲：吉田正、編曲：馬飼野俊一
4. 孤独のブルース
作詞：佐伯孝夫、作曲：吉田正、編曲：竜崎孝路
5. すずらん娘
作詞：佐伯孝夫、作曲：吉田正、編曲：馬飼野俊一
6. あれが岬の灯だ
作詞：佐伯孝夫、作曲：吉田正、編曲：馬飼野俊一